# The Strange Door
The Strange Door és una pel·lícula estatunidenca dirigida per Joseph Pevney i estrenada l'any 1951.
Es va basar en el conte "The Sire de Maletroit's Door" de Robert Louis Stevenson. El seu títol alternatiu era The Strange Door de Robert Louis Stevenson.

## Argument
Alan de Malestroit fa tancar al seu germà, que havia esposat a la dona que ell desitjava i que va morir en donar a llum. Mentrestant, educa la seva neboda Blanche, ocultant-li l'existència del seu pare.

## Repartiment
- Charles Laughton: Alain de Malétroit
- Boris Karloff: Voltan
- Sally Forrest: Blanche de Malétroit
- Richard Stapley: Denis de Beaulieu
- Alan Napier: Comte Grassin
- Morgan Farley: Renville
- Paul Cavanagh: Edmond de Malétroit
- Michael Pate: Talon